# Jonquière-Kénogami
Jonquière-Kénogami est un ancien district électoral provincial du Québec. Ce district a existé de 1956 à 1966.

## Historique
Le district électoral de Jonquière-Kénogami a été créé à partir de portion de territoire des districts électoraux de Chicoutimi et Lac-Saint-Jean. Quelques années plus tard, le district est renommé pour devenir l'actuelle circonscription de Jonquière

## Liste des députés
| Législature                                                  | Années    | Député | Député         | Parti           |
| ------------------------------------------------------------ | --------- | ------ | -------------- | --------------- |
| Jonquière-Kénogami Créée depuis Chicoutimi et Lac-Saint-Jean |           |        |                |                 |
| 25e                                                          | 1956–1960 |        | Léonce Ouellet | Union nationale |
| 26e                                                          | 1960–1962 |        | Gérald Harvey  | Libéral         |
| 27e                                                          | 1962–1966 |        | Gérald Harvey  | Libéral         |
| Dissoute dans Jonquière                                      |           |        |                |                 |